# Омега-6 ненасичені жирні кислоти
Оме́га-6 ненаси́чені жи́рні кисло́ти належать до сімейства ненасичених жирних кислот, що мають подвійний вуглець-вуглецевий зв'язок який знаходиться в кінці шостого атома вуглецю.
Лінолева кислота є основним представником довголанцюгових жирних кислот родини омега-6 (ω-6).

## Біологічне значення і важливість
Жирні кислоти ω-6 і ω-3 конкурують за метаболізацію ферментними системами і можуть заміщувати одна одну.
Співвідношення ω-6/ω-3 поліненасичених жирних кислот, що рекомендується Інститутом харчування РАМН, у раціоні здорової людини повинно становити 10:1, а для лікувального харчування — від 3:1 до 5:1. На підставі клінічних та
експериментальних досліджень закордонних учених співвідношення кислот ω-6 та ω-3, що рекомендується, становить від 4:1 до 2:1.
Дослідженнями вчених встановлено, що живий організм не синтезує лінолеву і ліноленову кислоти, вони можуть надходити лише з їжею. Залежно від вихідної жирної кислоти синтезовані ейкозаноїди мають різну структуру і біологічну дію на організм, часто прямо пропорційну. Ейкозаноїди, утворені з ω-3 жирів, а саме з ейкозапентаєнової кислоти, мають протизапальну, протиалергійну дію, розріджують кров і запобігають утворенню тромбів, поліпшують кровообіг, розширюють кровоносні судини та знижують артеріальний тиск. Навпаки, ейкозаноїди, синтезовані з арахідонової кислоти (ω-6), сприяють розвитку запалення, алергії, злипанню тромбоцитів і утворенню тромбів, звужують судини. Винятком є простагландин Е1, який утворюється з γ-ліноленової кислоти (ω-6) і має протизапальну дію, уповільнює визволення гістаміну, зменшуючи алергійний компонент запалення. Клінічними дослідженнями доведено, що дефіцит у клітинах есенціальних поліненасичених жирних кислот (особливо ω-3) формує високий потенціал запалення.
Тому дуже важливим є введення до складу харчових раціонів таких жирових продуктів, які забезпечать необхідний для фізіологічних потреб організму баланс есенціальних кислот ω-6 та ω-3.